# PTGFR
PTGFR (англ. Prostaglandin F receptor) – білок, який кодується однойменним геном, розташованим у людей на короткому плечі 1-ї хромосоми. Довжина поліпептидного ланцюга білка становить 359 амінокислот, а молекулярна маса — 40 055.
| 10         |  | 20         |  | 30         |  | 40         |  | 50         |
| ---------- |  | ---------- |  | ---------- |  | ---------- |  | ---------- |
| MSMNNSKQLV |  | SPAAALLSNT |  | TCQTENRLSV |  | FFSVIFMTVG |  | ILSNSLAIAI |
| LMKAYQRFRQ |  | KSKASFLLLA |  | SGLVITDFFG |  | HLINGAIAVF |  | VYASDKEWIR |
| FDQSNVLCSI |  | FGICMVFSGL |  | CPLLLGSVMA |  | IERCIGVTKP |  | IFHSTKITSK |
| HVKMMLSGVC |  | LFAVFIALLP |  | ILGHRDYKIQ |  | ASRTWCFYNT |  | EDIKDWEDRF |
| YLLLFSFLGL |  | LALGVSLLCN |  | AITGITLLRV |  | KFKSQQHRQG |  | RSHHLEMVIQ |
| LLAIMCVSCI |  | CWSPFLVTMA |  | NIGINGNHSL |  | ETCETTLFAL |  | RMATWNQILD |
| PWVYILLRKA |  | VLKNLYKLAS |  | QCCGVHVISL |  | HIWELSSIKN |  | SLKVAAISES |
| PVAEKSAST  |  |            |  |            |  |            |  |            |

A: Аланін

C: Цистеїн

D: Аспарагінова кислота

E: Глутамінова кислота

F: Фенілаланін

G: Гліцин

H: Гістидин

I: Ізолейцин

K: Лізин

L: Лейцин

M: Метіонін

N: Аспарагін

P: Пролін

Q: Глутамін

R: Аргінін

S: Серин

T: Треонін

V: Валін

W: Триптофан

Кодований геном білок за функціями належить до рецепторів, g-білокспряжених рецепторів, білків внутрішньоклітинного сигналінгу. 
Локалізований у клітинній мембрані, мембрані.